# Gros grain

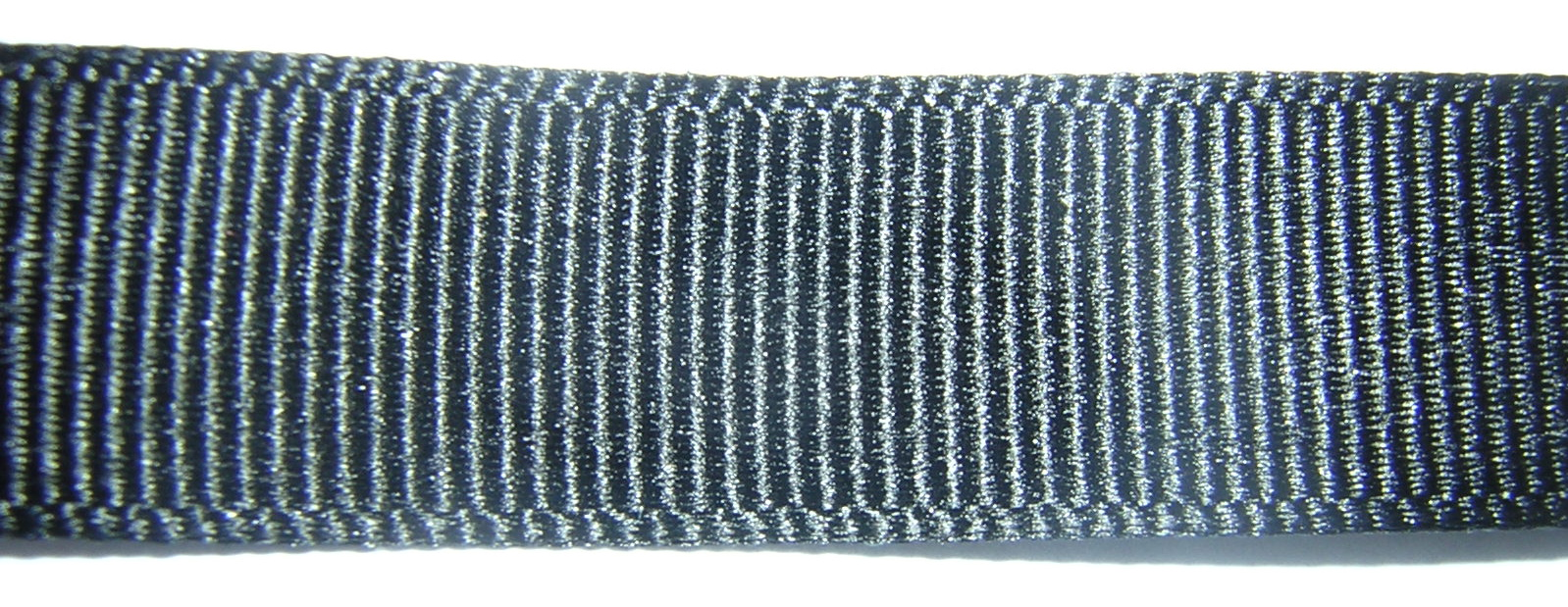
Detalj av gros grain-band.

Gros grain är en tätslagen väv av silke eller rayon (konstsilke) med smala, tätliggande horisontella upphöjda ränder. Förekommer i flera olika färger samt med eller utan motiv.
Vävnadsättet gros grain används bland annat för tämligen breda band, som ofta används som dekoration på exempelvis hattar. Sån typ av band säljs även som rips-band.
Namnet är franska, där gros betyder grov, och grain struktur.